# Росоли
Росоли је традиционално јело Финске, салата која се једе углавном као хладан прилог, посебно као део традиционалног финског божићног оброка.

## Преглед
Росоли се праве од куваног коренастог поврћа исеченог на коцкице, посебно од цвекле, шаргарепе и кромпира, често у комбинацији са једним или више киселих краставаца (било у облику сирћета или саламуре), сировим луком и јабуком. Варијације такође могу укључивати додатне састојке као што су кисела харинга или кувано јаје, у ком случају се салата вероватније служи као предјело, а не као прилог главном јелу.
Росоли се често сервира са преливом направљеним од шлага или производа од киселе павлаке који је доступан у Финској који се зове кермавили (који је врста вила направљеног од павлаке), преливен сирћетом или течношћу за кисељење цвекле, која такође боји крем у ружичасту боју.
Слична јела се налазе широм северне Европе, од Ниских земаља преко Скандинавије до Русије. Посебно руски винегрет је веома сличан финском росолију.

## Етимологија
Према неким изворима, реч росоли потиче од руске речи rassol, што значи расол, мада није познато како се то односило на дотично јело.  У западној Финској традиционално се користе алтернативни термини као што су punainen salaatti (буквално „црвена салата“, преведена дијалектички) или sinsalla  (вероватно од шведске речи sillsallad, за „салата од харинге“).